# Arthur Võõbus

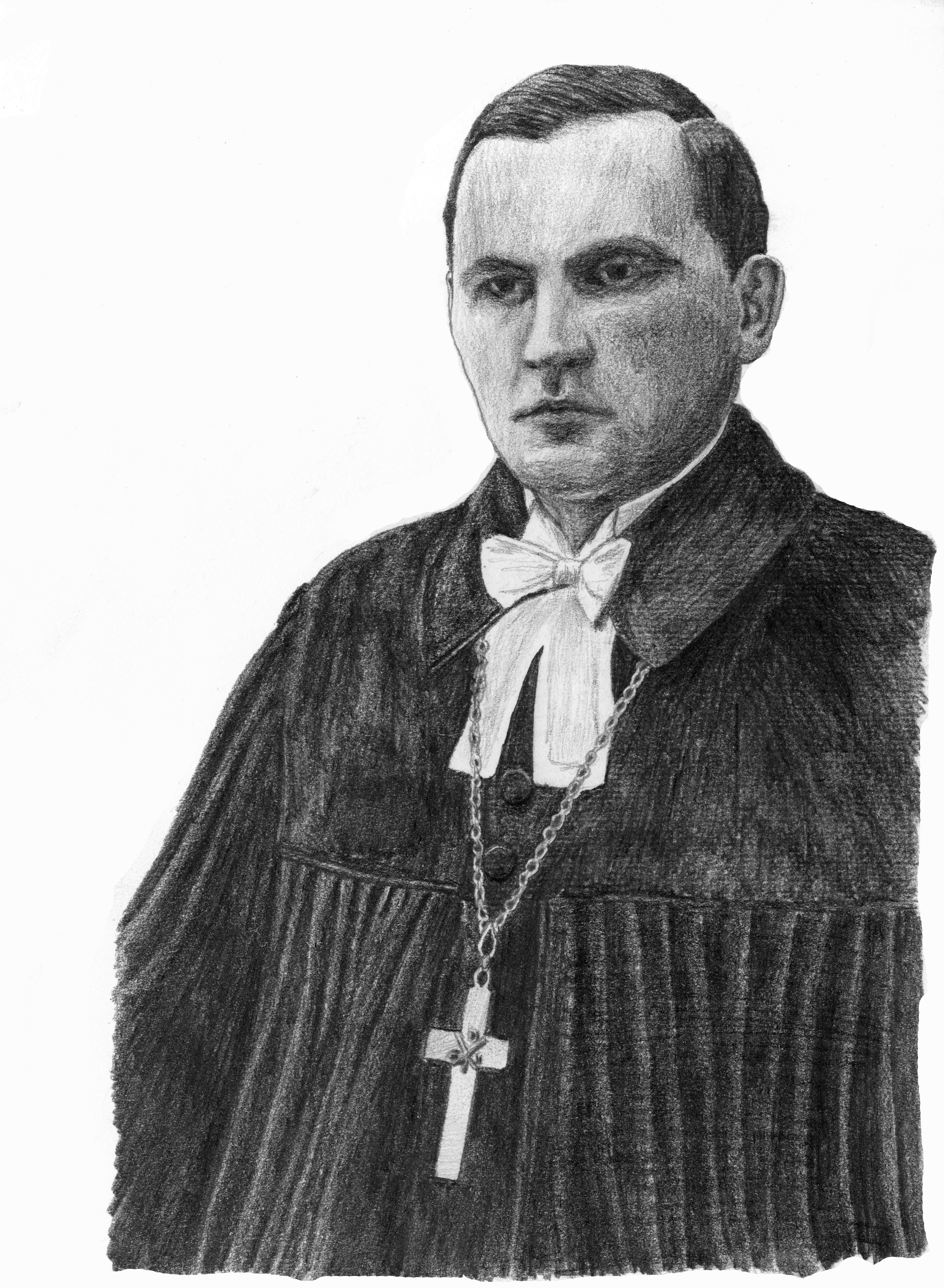
Zeichnung von Arthur Võõbus

Arthur (Karl) Võõbus, auch Vööbus, Voobus (* 15. Apriljul. / 28. April 1909greg. in Matjama bei Vara, Kreis Tartu; † 25. September 1988 in Oak Park bei Chicago) war ein estnischer evangelischer Theologe, Orientalist und Professor für Kirchengeschichte in Chicago.

## Leben
Arthur Võõbus wurde als Sohn eines Lehrers geboren. 1926 schloss er seine Schulzeit am Hugo-Treffner-Gymnasium in Tartu ab, 1932 seine Studien an der theologischen Fakultät der Universität Tartu. Im selben Jahr wurde er zum Geistlichen ordiniert. 1933–1940 war er Pfarrer in der estnischen evangelisch-lutherischen Paulusgemeinde in Tartu. Aufgrund einer Arbeit zum Thema „Der wahre Christ, das wahre christliche Leben und die wahre christliche Kirche nach Sören Kirkegaard“ wurde Arthur Võõbus 1934 Magister theologiae. Einer seiner Lehrer an der Fakultät war der Alttestamentler Alexander von Bulmerincq. Parallel dazu arbeitete Arthur Võõbus in Bibliotheken und Handschriftensammlungen in Rom, Paris, London, Berlin und Leipzig an syrischen theologischen Texten. Seine Sprachkenntnisse hatte er an der Universität bei Uku Masing erworben. 1936 heiratete er Ilse Luksep, eine Tochter aus einer vermögenden Kaufmannsfamilie, was ihm gemeinsam mit seiner Arbeitsstelle in einer großen Pfarre die materielle Basis für seine Forschungen sicherte. Gegen Ende der 1930er Jahre soll Arthur Võõbus bis auf drei Werke über alle damaligen Publikationen syrischer Texte verfügt haben. 1940 flüchtete er vor der sowjetischen Besetzung Estlands nach Deutschland. Seine regimekritische Einstellung führte zur Beobachtung durch die Gestapo. Nach der Besetzung Estlands durch deutsche Truppen übersiedelte Arthur Võõbus wieder nach Estland. Seine Dissertation 1943 an der Universität Tartu beschäftigt sich mit dem Mönchtum in Syrien, Mesopotamien und Persien bis zum 10. Jahrhundert.
1944 flüchtete Arthur Võõbus zum zweiten Mal vor der sowjetischen Besetzung nach Deutschland. 1944–1948 war er als Pastor in Flüchtlingslagern tätig, 1946–1948 war er Professor für ältere Kirchengeschichte an der 1946–1949 bestehenden baltischen Universität in Pinneberg bei Hamburg. Nachdem diese Universität geschlossen worden war, arbeitete er in London im Britischen Museum, danach bis 1977 als Professor der Wissenschaft des Neuen Testaments und der älteren Kirchengeschichte an der Lutheran School of Theology in Chicago (LSTC). Arthur Võõbus war Mitglied mehrerer wissenschaftlicher Akademien, so der Belgischen Königlichen Akademie der Wissenschaften und Künste.
Aus seiner Ehe stammen drei Kinder.

## Name
Der Buchstabe õ in seinem Familiennamen ist der 27. Buchstabe des Alphabets des Estnischen, er wird als ungerundeter halbgeschlossener Hinterzungenvokal [ɤ], durch Doppelung verlängert [ɤː], ähnlich thüringisch-obersächsisch o in Boot [bɤːt] ausgesprochen, aber mangels verfügbarer diakritischer Zeichen oft als ö geschrieben. Der Name ist vom Ortsnamen Võõbu abgeleitet. Dieser Ort ist ein Dorf in der Gemeinde Paide im Kreis Järva in Estland.

## Leistungen
Schwerpunkt der Arbeiten Arthur Võõbus’ waren Forschungen zur frühchristlichen Literatur in syrischer Sprache. Während seiner Lehrtätigkeit in Chicago absolvierte er über 40 Forschungsreisen in die Türkei, den Libanon, nach Syrien und in den Irak, beispielsweise in die Klöster des Tur Abdin bei Mardin. Bei diesen Forschungsreisen fotografierte er syrische Texte. Auf diese Weise kam ein Archiv von mehr als 65 000 Fotografien von Einzel- oder Doppelseiten syrischer Manuskripte zustande. 1979 wurde auf der Basis dieser Sammlung das „Institute for Syriac Manuscript Studies“ in Chicago gegründet. Die Ergebnisse seiner Forschungen veröffentlichte Arthur Võõbus in Schriftenreihen wie dem „Corpus Scriptorum Christianorum Orientalium“ CSCO, in über 80 Abhandlungen, Büchern und mehr als 240 Aufsätzen in estnischen, englischen, deutschen, französischen und arabischen Ausgaben. Beispiele daraus sind seine aus theologischer Sicht erstellten Übersetzungen und anderen Beiträge zur Bearbeitung des Syrisch-Römischen Rechtsbuches. Dabei war aber noch nicht erkannt, dass die Sententiae Syriacae keinen Teil dieses Rechtsbuches, sondern ein eigenständiges Werk bilden. Das wurde erst durch Walter Selb festgestellt, von dem auch die fachjuristischen Kommentare zu diesen Texten des Römischen Rechts stammen.
1951 gründete Arthur Võõbus die Schriftenreihe der „Abhandlungen der Estnischen Theologischen Gesellschaft im Exil“ (Papers of the Estonian Theological Society in Exile, ETSE, auch PETSE, PapETSE). Diese Schriften werden in „Popular Series“ und (wissenschaftliche Abhandlungen) „Scholarly Series“ gegliedert.
Arthur Võõbus wird als „Pionier der Erforschung des orientalischen Mönchtums“ bezeichnet. Neben den syrologischen Fachbeiträgen verfasste Arthur Võõbus auch eine Reihe von Publikationen über die zeitgeschichtlich aktuelle Situation der evangelischen Kirche in Estland. Diese Publikationen zur estnischen Religions- und Kulturgeschichte werden als gefühlsbetont und dezidiert antikommunistisch beschrieben.
Die Arbeiten Arthur Võõbus’ wirken in das 21. Jahrhundert. In mehreren Symposien an der Universität Tartu wurden von 1998 bis 2004 von Wissenschaftlern aus Deutschland, England, den USA, Finnland und Russland Themen der Religions- und Medizingeschichte, Linguistik und Archäologie des Ostmittelmeerraumes behandelt.
Im Jahr 2005 wurde von der Lutheran School of Theology in Chicago ein Vertrag mit dem Institut für Orientalistik an der Universität Chicago abgeschlossen, der die Basis für die weitere Katalogisierung und Digitalisierung der Sammlung syrischer Handschriften von Arthur Võõbus ist. 2016 gingen Eigentum und wissenschaftliche Bearbeitung an „The Hill Museum & Manuscript Library(HMML)“ in Collegeville (Minnesota) über.

## Werke
Die folgenden Werke umfassen nur einen kleinen Teil der in den theologischen und syriologischen Fachbibliotheken zugänglichen Literatur. Die ISBN des „Corpus Scriptorum Christianorum Orientalium“ CSCO wurden teilweise nachträglich vergeben, sie müssen in Bibliothekskatalogen nicht enthalten sein, obwohl die Werke verzeichnet sind (z. B. in der DNB oder der ÖNB).
- A Syriac Lectionary from the Church of the Forty Martyrs in Mardin, Tur’Abdin, Mesopotamia. CSCO Band 485 = Subsidia 76. Verlag Peeters, Leuven/Louvain 1986. ISBN 978-90-429-0526-9.
- The cultivation of music during the period of independence. Eesti Usuteadlaste Selts Paguluses toimetused = Papers of the Estonian Theological Society in Exile – PETSE Scholarly series Band 40. Stockholm 1984.
- The Syro-Roman lawbook. The Syriac text of the recently discovered manuscripts accompanied by a facsimile edition and furnished with an introduction and translation. Volume I: The Syriac text with an introduction. PETSE Scholarly series Band 36. Stockholm 1982. Volume II: A translation with annotations. PETSE Scholarly series Band 39. Stockholm 1983.
- Handschriftliche Überlieferungen der Memre-Dichtung des Ja’qob von Serug. 1. Sammlungen: Die Handschriften. 2. Sammlungen: Der Bestand. 3. Die zerstreuten Memre: Die Handschriften. 4. Die zerstreuten Memre: Der Bestand. CSCO Band 344 ISBN 978-90-429-0385-2, Band 345 ISBN 978-90-429-0386-9, Band 421 ISBN 978-90-429-0462-0 und Band 422 ISBN 978-90-429-0463-7 = Subsidia Bände 39, 40, 60, 61. Leuven/Louvain Secrétariat du CSCO 1973–1980.
- Constitutiones Apostolicae. The Didascalia Apostolorum in Syriac. 1. Chapters 1–10. T[extus]. V[ersio]. 2. Chapters 11–26. T[extus]. V[ersio]. CSCO Band 401 ISBN 978-90-429-0442-2, Band 402 ISBN 978-90-429-0443-9, Band 407 ISBN 978-90-429-0448-4 und Band 408 ISBN 978-90-429-0449-1 = Scriptores syri Bände 175, 176, 179, 180. Leuven/Louvain 1979
- The Apocalypse in the Harklean Version: A Facsimile Edition of Manuscript Mardin Orth. 35, fol. 143r–159v, with an Introduction. CSCO Band 400 ISBN 978-90-429-0441-5, Subsidia Band 56, Leuven/Louvain: Secrétariat du CSCO, 1978.
- An unknown recension of the Syro-Roman lawbook: a facsimile edition of three Syriac manuscripts with a translation. PETSE Scholarly series Band 28. Stockholm 1977.
- Discovery of an Unknown Recension of the Syro-Roman Lawbook. In: Labeo. Rassegna di diritto romano. Napoli. ISSN 0023-6462. Band 23, Jahrgang 1977.
- The Synodicon in the West Syrian tradition. Volume I/1: Syriac text. In: CSCO Band 367, Scriptores Syri 161. ISBN 978-90-429-0408-8. Volume I/2: English translation. CSCO Band 368, Scriptores Syri 162. ISBN 978-90-429-0409-5. Volume II/1: Syriac text. CSCO Band 375, Scriptores Syri 163. ISBN 978-90-429-0416-3. Volume II/2: English translation. CSCO Band 376. Scriptores Syri 164, Verlag Peeters, Leuven/Louvain 1975/76. ISBN 978-90-429-0417-0.
- Studies in the history of the Estonian people. With Reference to Aspects of Social Conditions, in Particular, the Religious and Spiritual Life and the Educational. In drei Teilen. PETSE Scholarly series Bände 18, 19 und 26. Stockholm 1969, 1970 und 1974. Teil III
- New Light on the Textual History of the Syro-Roman Lawbook. In: Labeo. Rassegna di diritto romano. Napoli. Band 19, Jahrgang 1973.
- Neuentdeckung sehr alter syrischer Evangelienhandschriften. Oriens Christianus. 57. Jahrgang 1973. Seiten 57–62.
- Discoveries of very important manuscript sources for the Syro-Roman Lawbook. The opening of a new epoch of research in this unique monument of jurisprudence. PETSE Scholarly series Band 21. Stockholm 1971.
- The department of Theology at the University of Tartu: its life and work, martyrdom and annihilation. A chapter of contemporary church history in Estonia. PETSE Scholarly series Band 14. Stockholm/Louvain 1963.
- The Statutes of the School of Nisibis. Edited, translated and furnished with a commentary. PETSE Scholarly series Band 12 Stockholm 1961.
- Syriac and Arabic Documents. Regarding legislation relative to Syrian asceticism. Edited, translated and furnished with literary historical data. PETSE Scholarly series Band 11. Stockholm 1960.
- History of asceticism in the Syrian Orient. A contribution to the history of culture in the Near East. CSCO Band 184 ISBN 978-90-429-0218-3. Subsidia 14. Leuven/Louvain 1958.
- Peschitta und Targumini des Pentateuchs. Neues Licht zur Frage der Herkunft der Peschitta aus dem altpalästinischen Targum. Handschriftenstudien. PETSE Scholarly series Band 9. Stockholm 1958.
- Early Versions of the New Testament: Manuscript Studies. Stockholm 1954. S. 1–31, 67–131.
- Studies in the history of the Gospel text in Syriac. With an appendix: The Discovery on new sources for the archaic text of the book of acts. CSCO Band 128, ISBN 978-90-429-0162-9, Band 496, ISBN 978-90-429-0537-5 = Subsidia 3 und 79. Leuven/Louvain 1951 und 1987.
- Neue Materialien zur Geschichte der Vetus Syra in den Evangelienhandschriften. PETSE Scholarly series Band 5. Stockholm, 1953.
- The Old Syriac Version in a New Light, and Urgent Tasks in Textual Criticism of the New Testament. Apophoreta Tartuensia. Stockholm 1949, S. 144 ff.
- Neue Ergebnisse in der Erforschung der Geschichte der Evangelientexte im Syrischen Contributions of the Baltic University Nr. 65. Pinneberg/Hamburg 1948.
- Researches on the Circulation of the Peshitta in the Middle of the Fifth Century. Contributions of the Baltic University Nr. 64; Pinneberg/Hamburg 1948.
- Investigations into the Text of the New Testament Used by Rabbūlā of Edessa. Contributions of the Baltic University Nr. 59. Pinneberg/Hamburg 1947.
- A Letter of Ephrem to the Mountaineers: A literary critical contribution to Syriac patristic literature. Contributions of Baltic University Nr. 25. Pinneberg/Hamburg 1947.